# 特特爾里弗鎮區 (北達科他州大福克斯縣)
特特爾里弗鎮區（英語：Turtle River Township）是位於美國北達科他州大福克斯縣的一個鎮區。

## 地方資料
特特爾里弗鎮區的面積為86.93平方千米，當中陸地面積為86.22平方千米，而水域面積為0.70平方千米。根據2020年美國人口普查的數據，當地共有人口168人，而人口密度為每平方千米1.93人。